# Red Bull Cliff Diving World Series

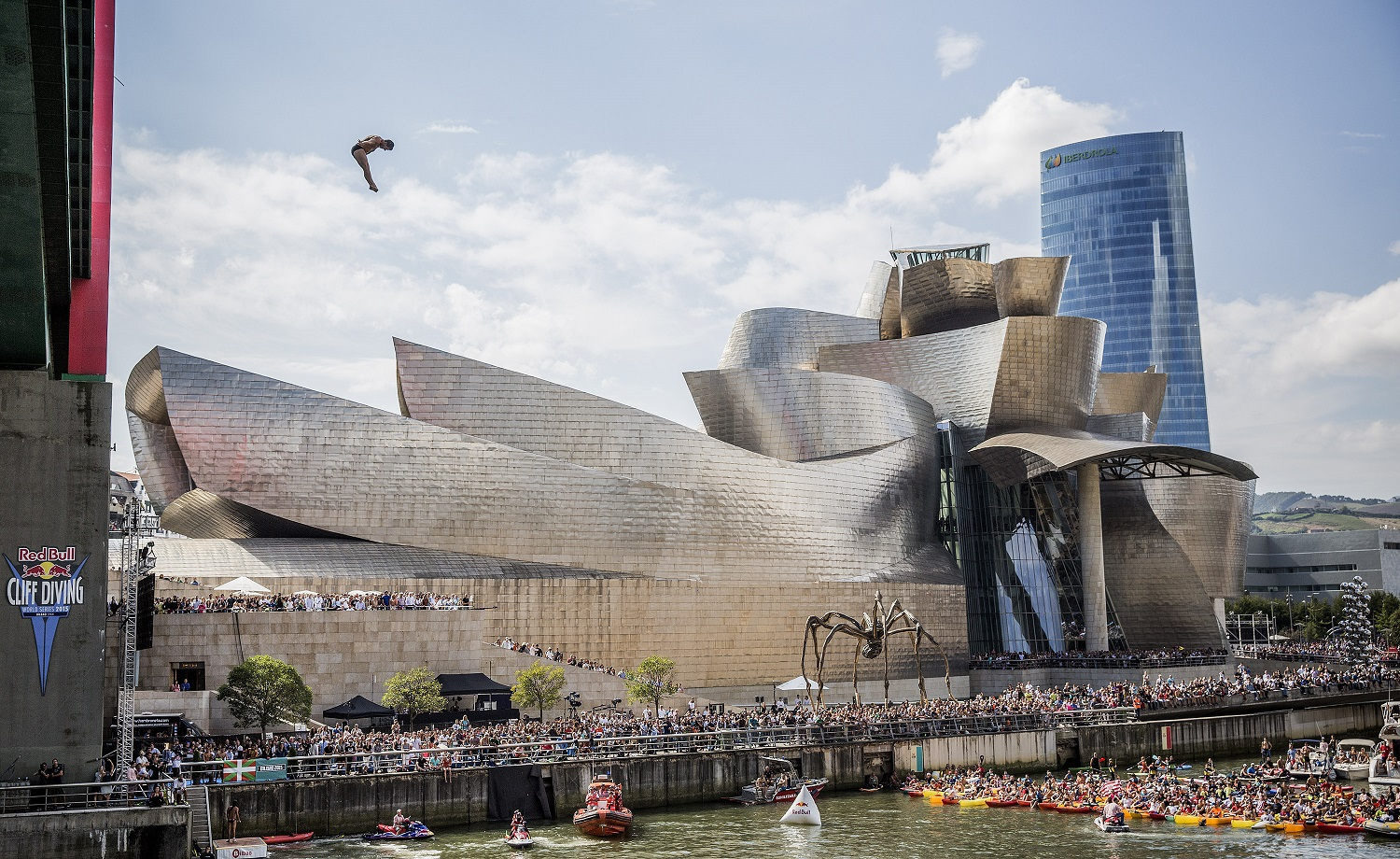
Red Bull Cliff Diving World Series 2015 desde el puente de La Salve en Bilbao.

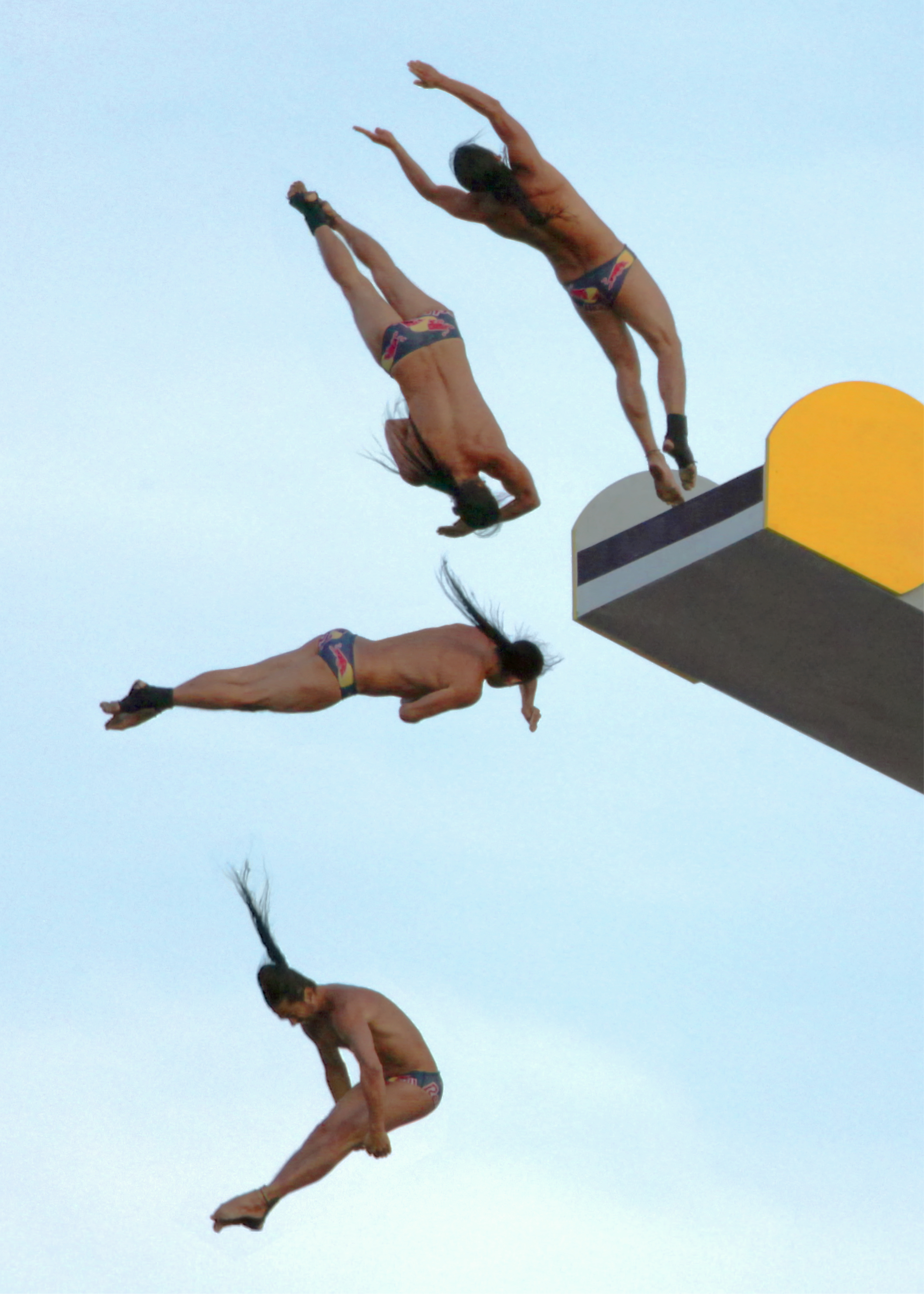
Orlando Duque en una competición.

Red Bull Cliff Diving World Series (en español Series Mundiales de Salto de Acantilado Red Bull), establecidas en 2009 y patrocinadas por Red Bull, son un circuito internacional anual de competiciones de saltos de gran altura en la que un número limitado de participantes o clavadistas saltan desde una plataforma a una altura que oscila entre 21 y 27 metros.
La esencia del Cliff Diving se puede resumir como una caída libre a gran altura combinada con increíbles acrobacias.
Las competiciones se llevan a cabo en un número limitado de lugares en todo el mundo.

## Ganadores

### Hombres
| Temporada | Campeón                                          | Segundo                                          | Tercero                                          |
| --------- | ------------------------------------------------ | ------------------------------------------------ | ------------------------------------------------ |
| 2021      | Gary Hunt – 800 pts                              | Constantin Popovici – 640 pts                    | Catalin Preda – 550 pts                          |
| 2020      | Serie cancelada debido a la Pandemia de COVID-19 | Serie cancelada debido a la Pandemia de COVID-19 | Serie cancelada debido a la Pandemia de COVID-19 |
| 2019      | Gary Hunt – 1160 pts                             | Jonathan Paredes – 750 pts                       | Andy Jones – 540 pts                             |
| 2018      | Gary Hunt – 1010 pts                             | Steven LoBue – 950 pts                           | Jonathan Paredes – 790 pts                       |
| 2017      | Jonathan Paredes – 720 pts                       | Gary Hunt – 710 pts                              | Blake Aldridge – 580 pts                         |
| 2016      | Gary Hunt – 1350 pts                             | Jonathan Paredes – 1030 pts                      | Andy Jones – 910 pts                             |
| 2015      | Gary Hunt – 1320 pts                             | Orlando Duque – 970 pts                          | Jonathan Paredes – 849 pts                       |
| 2014      | Gary Hunt – 1110 pts                             | Artem Silchenko – 840 pts                        | Steven LoBue – 680 pts                           |
| 2013      | Artem Silchenko – 1030 pts                       | Gary Hunt – 980 pts                              | Orlando Duque – 860 pts                          |
| 2012      | Gary Hunt – 860 pts                              | Orlando Duque – 840 pts                          | Steven LoBue – 740 pts                           |
| 2011      | Gary Hunt – 125 pts                              | Artem Silchenko – 90 pts                         | Michal Navrátil – 74 pts                         |
| 2010      | Gary Hunt – 109 pts                              | Orlando Duque – 94 pts                           | Artem Silchenko – 80 pts                         |
| 2009      | Orlando Duque – 127 pts                          | Gary Hunt – 127 pts                              | Artem Silchenko – 111 pts                        |

### Mujeres
| Temporada | Campeón                                          | Segundo                                          | Tercero                                          |
| --------- | ------------------------------------------------ | ------------------------------------------------ | ------------------------------------------------ |
| 2021      | Rhiannan Iffland – 800 pts                       | Jessica Macaulay – 580 pts                       | Molly Carlson – 560 pts                          |
| 2020      | Serie cancelada debido a la Pandemia de COVID-19 | Serie cancelada debido a la Pandemia de COVID-19 | Serie cancelada debido a la Pandemia de COVID-19 |
| 2019      | Rhiannan Iffland – 1200 pts                      | Jessica Macaulay – 670 pts                       | Lysanne Richard – 660 pts                        |
| 2018      | Rhiannan Iffland – 830 pts                       | Adriana Jiménez – 760 pts                        | Lysanne Richard – 690 pts                        |
| 2017      | Rhiannan Iffland – 890 pts                       | Helena Merten – 740 pts                          | Adriana Jiménez – 690 pts                        |
| 2016      | Rhiannan Iffland – 1290 pts                      | Lysanne Richard – 1030 pts                       | Cesilie Carlton – 780 pts                        |
| 2015      | Rachelle Simpson – 490 pts                       | Ginger Huber – 420 pts                           | Cesilie Carlton – 400 pts                        |
| 2014      | Rachelle Simpson – 600 pts                       | Anna Bader – 390 pts                             | Adriana Jiménez – 360 pts                        |